# Coupe du Président de la République (Burundi)
La Coupe du Président de la République è il principale torneo calcistico burundese a eliminazione diretta.

## Albo d'oro
- 1982: Vital'O FC
- 1983: Inter FC
- 1984: Inter FC
- 1985: Vital'O FC
- 1986: Vital'O FC
- 1987: Muzinga FC
- 1988: Vital'O FC
- 1989: Vital'O FC
- 1990: AS Inter Star ou Inter FC
- 1991: Vital'O FC
- 1992: Prince Louis FC
- 1993: Vital'O FC
- 1994: Vital'O FC
- 1995: Vital'O FC
- 1996: Vital'O FC
- 1997: Vital'O FC
- 1998: Elite FC
- 1999: Vital'O FC
- 2000: Athlético Olympic FC
- 2001: sconosciuto
- 2002: sconosciuto
- 2003: sconosciuto
- 2004: sconosciuto
- 2005: sconosciuto
- 2006: sconosciuto
- 2007: sconosciuto
- 2008: sconosciuto
- 2009: sconosciuto
- 2010: sconosciuto

Coupe du Président de la République
| Stagione | Vincitore    | Finalista         | Risultato     | Data       | Luogo |
| -------- | ------------ | ----------------- | ------------- | ---------- | ----- |
| 2011     | LLB Académic | Athlético Olympic | 0–0 (6–5 dtr) | 1/10/2011  | ?     |
| 2012     | LLB Académic | Vital'O           | 1–0           | 15/09/2012 | ?     |

Coupe de la Confédération
| Stagione | Vincitore       | Finalista    | Risultato   | Data       | Luogo |
| -------- | --------------- | ------------ | ----------- | ---------- | ----- |
| 2013     | Académie Tchité | LLB Académic | 1–0 {{dts}} | 22/09/2013 | ?     |

Coupe du Président de la République
- 2014: LLB Académic 1-1 (4-3 dtr) Le Messager Ngozi
- 2015: Vital'O FC 2-2 (4-3 dtr) Athlético Olympic FC
- 2016: Le Messager Ngozi 1-1 (dts, 4-3 dtr) Vital'O FC
- 2017: Olympique Star 2-1 Le Messager Ngozi
- 2018: Vital'O FC 3-1 Delta Star
- 2019: Aigle Noir 3-1 Rukinzo FC
- 2020: Musongati FC 1-1 (dts, 5-4 dtr) Rukinzo FC
- 2021: Bumamuru FC 3-1 Flambeau du Centre
- 2022: Bumamuru FC 3-1 Flambeau du Centre
- 2023: Aigle Noir 3-1 Bumamuru FC